# Диас Фанхуль, Педро
Педро Диас Фанхуль (исп. Pedro Díaz Fanjul; род. 5 июня 1998, Мьерес, Астурия) — испанский футболист, полузащитник клуба «Райо Вальекано».

## Клубная карьера
Диас — воспитанник клуба Астур и хихонского «Спортинга». 17 мая 2019 года в матче против «Реал Сарагоса» Педро дебютировал в составе последних. 1 сентября в поединке против «Альбасете» он забил первый гол за хихонский клуб. 
Летом 2023 года стал игроком французского клуба «Бордо». 7 августа в матче против «По» Диас дебютировал во французской Лиге 2. 2 сентября в поединке против «Осера» Педро забил дебютный гол за «жирондинцев».  
В августе 2024 года перешёл в «Райо Вальекано», подписав трёхлетний контракт. 24 августа в матче против «Хетафе» он дебютировал в Ла Лиге. 